# Puerto de Malabo
El Puerto de Malabo es un puerto comercial y marítimo localizado en la ciudad de Malabo en la provincia de Bioko Norte en la isla de Bioko en la parte insular y más septentrional del país africano de Guinea Ecuatorial. Se divide en 2 partes o secciones llamadas Puerto Viejo y Puerto Nuevo ambos sobre la Bahía de Santa Isabel, esto debido a que en los últimos años ha sido sometido a un proceso de remodelación y ampliación para adaptarlo a los nuevos tiempos y necesidades. Es gestionado por la Administración de Puertos de Guinea Ecuatorial (A.P.G.E.).

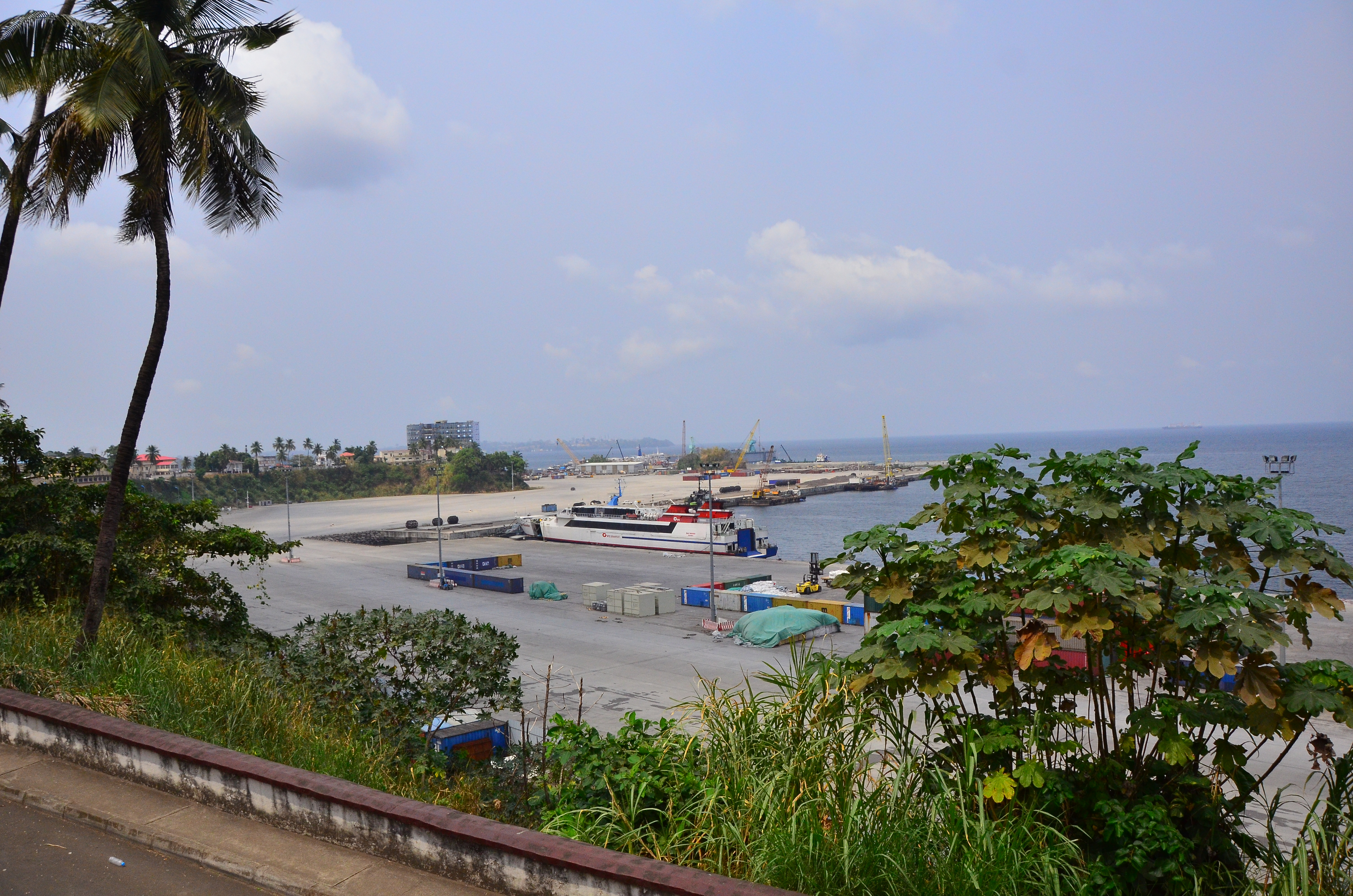
Vista de parte del puerto de Malabo en el año 2015.

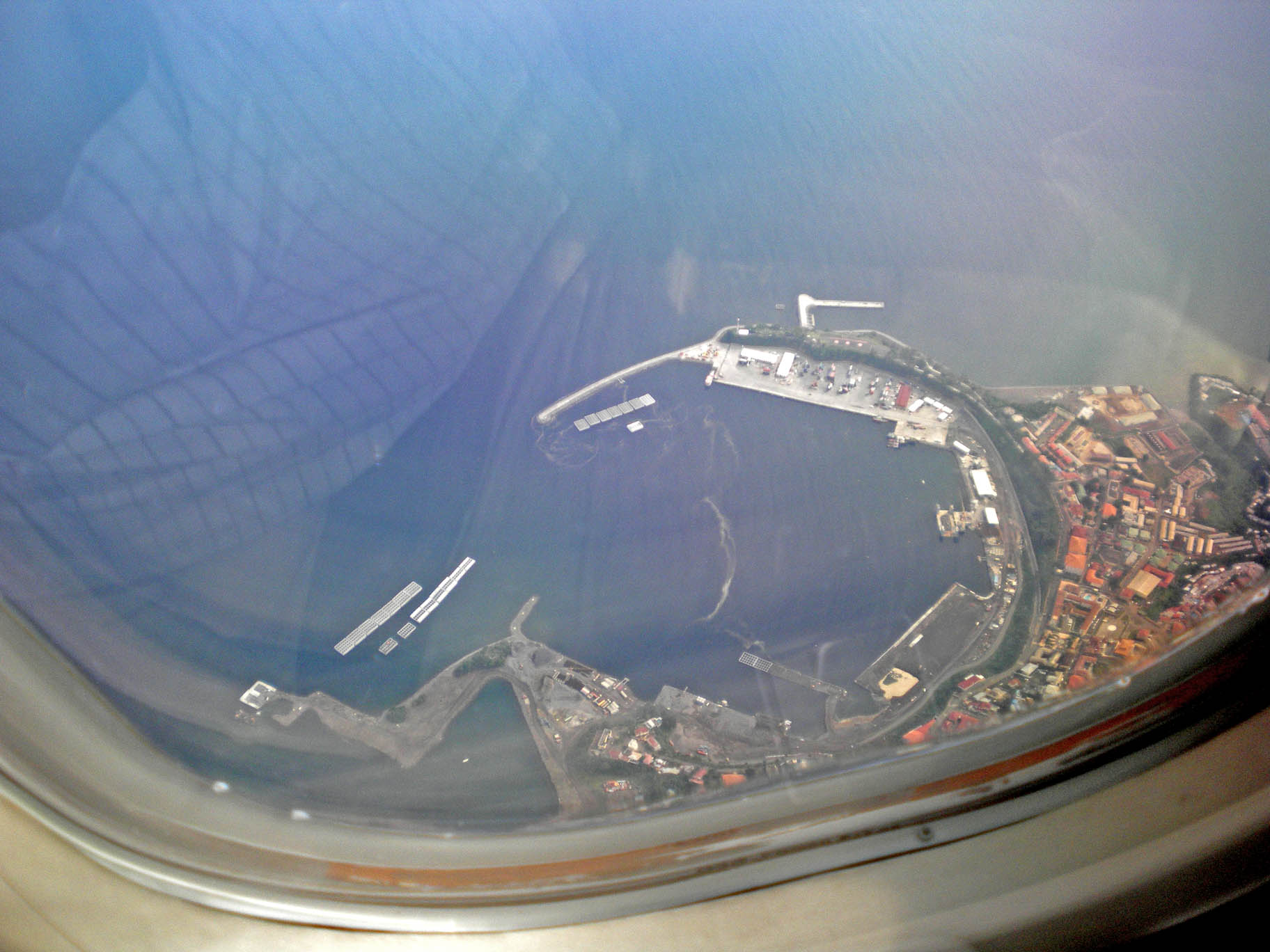
Vista desde un avión del puerto de Malabo en el año 2010.

En 1987 se produjeron denuncias en contra de ciudadanos de Guinea Ecuatorial que obligaban presuntamente a embarcaciones españolas a permitirles abordar sin su autorización para llegar hasta la ciudad de Bata en el continente, lo que produjo un incidente diplomático y la destitución del entonces director del Puerto Santiago Elá.